# Loxodontomys
Loxodontomys é um gênero de roedores da família Cricetidae.

## Espécies
- Loxodontomys micropus (Waterhouse, 1837)
- Loxodontomys pikumche Spotorno, Cofre, Vilina, Marquet & Walker, 1998